# Melis Durul
Melis Durul, född 21 oktober 1993 i Istanbul, är en turkisk volleybollspelare (vänsterspiker).
Melis Duruls karriär började på ungdomsnivå i ES Voleybol, där hon spelade sex år, innan hon 2010 gick över till elitlaget Eczacıbaşı SK ungdomssektion. Hon spelade i ungdomslaget i två år, tills hon flyttades upp till dess a-lag säsongen 2012-13 och debuterade i Voleybol 1. ligi och vann turkiska supercupen. Därefter gick hon över till Sarıyer BSK, som hon spelade med under tre säsonger. Hon gick därefter över till storklubben Vakıfbank SK som hon spelade med under två säsonger. Under den tiden vann hon CEV Champions League två gånger, klubbvärldsmästerskapet 2017, turkiska supercupen 2017, turkiska cupen 2017-18 och turkiska mästerskapet 2017-18.
Säsongen 2018-19 spelade hon med Çanakkale BSK för att säsongen efteråt återvända till Eczacıbaşı, med vilka hon och vann två turkiska supercuper. Efter ett år med Nilüfer BSK flyttade hon 2022 utomlands för första gången för att spela med Budowlani Łódź, i Polen. Efter en säsong med klubben flyttade hon till Italien för spel med AGIL Volley. Med dem vann hon WEVZA Cup 2023.
Durul debuterade i landslaget 2012 med spel i CEV European League. Hon tog brons vid medelhavsspelen 2018. Med U23-landslaget vann hon brons vid U23-VM 2015.